# Општина Паранести
Општина Паранести (грч. Δήμος Παρανεστίου, Димос Паранестиу) је општина у Грчкој у округу Драма, периферија Источна Македонија и Тракија. Административни центар је место Паранести.

## Насељена места
Општина Паранести је формирана 1. јануара 2011. године спајањем 2 некадашње административне јединице: Никифорос и Паранести.
- Општинска јединица Никифорос: Никифорос, Адријани, Берчишта, Гирос, Горњи Пиксари, Дримотопос, Ипсили Рахи, Ипсилокастро, Либотен, Мармарија, Микроливади, Палијамбела, Пелекити, Платанија, Платановриси, Принолофос, Тамното, Тихос, Терпситеа, Хамокераса.
- Општинска јединица Паранести: Паранести, Аидонокастро, Белен, Доњи Толос, Капнофито, Карпофоро, Катун, Крини, Ксагнандо, Лишен, Месохори, Перивлепто, Полисико, Стерна, Теменос, Толос, Џура.